# Antropora levigata
Antropora levigata är en mossdjursart som först beskrevs av Ferdinand Canu och Ray Smith Bassler 1927.  Antropora levigata ingår i släktet Antropora och familjen Antroporidae. Inga underarter finns listade i Catalogue of Life.